# Kinghorn
Kinghorn ist eine Ortschaft in der schottischen Council Area Fife. Sie liegt etwa vier Kilometer südlich von Kirkcaldy und zehn Kilometer nördlich von Edinburgh am Nordufer des Firth of Forth.

## Geschichte
Als Standort der königlichen Burg Kinghorn Castle wurde die Ortschaft im Jahre 1170 als Royal Burgh installiert. In die schottische Geschichte ist Kinghorn insbesondere als Sterbeort von König Alexander III. eingegangen, der bei einem Ritt in der Abenddämmerung des 12. März 1286 zu Kinghorn Castle die Klippen der Pettycur Bay hinabstürzte. Die Ränkespiele nach seinem Tod waren wesentlicher Auslöser der Schottischen Unabhängigkeitskriege. Neben Kinghorn Castle befand sich mit Glamis Tower auch ein Tower House in Kinghorn, dessen Herren zunächst als Lord Glamis residierten und dann als Earls of Strathmore, den heutigen Earls of Strathmore and Kinghorne, installiert wurden. Beide Bauwerke sind heute restlos verschwunden.
Mit der Industrialisierung entwickelte sich Kinghorn als Standort von Webereien und einer Werft. Des Weiteren besaß die Fischerei eine geringe Bedeutung. Heute besitzt der Tourismus auf Grund des Campingplatzes einige Bedeutung.
Ab 1861 stieg die Einwohnerzahl Kinghorns von 1426 innerhalb von 20 Jahren auf 1790. Bei Zensuserhebung 1951 lebten 2337 Personen in Kinghorn. Nachdem die Einwohnerzahl in den folgenden Jahrzehnten zunächst rückläufig war, wurden bei Zensuserhebung 2011 insgesamt 2826 Einwohner gezählt.

## Verkehr
Durch Kinghorn verläuft die A921 (Inverkeithing–Kirkcaldy). Historisch war eine Fährverbindung über den Firth of Forth nach Leith (heute ein Stadtteil Edinburghs) von Bedeutung. Mit der Einrichtung der Eisenbahnfähre zwischen Granton und dem nahegelegenen Burntisland im Jahre 1848 verlor sie jedoch an Bedeutung. Entlang der 1845 eingerichteten Edinburgh and Northern Railway erhielt Kinghorn einen eigenen Bahnhof, der bis heute betrieben wird.